# Cacia sibuyana
Cacia sibuyana là một loài bọ cánh cứng trong họ Cerambycidae.